# Xystrocera violascens
Xystrocera violascens är en skalbaggsart som beskrevs av Franz 1942. Xystrocera violascens ingår i släktet Xystrocera och familjen långhorningar.
Artens utbredningsområde är Gabon. Inga underarter finns listade i Catalogue of Life.